# Dorstenia rocana
Dorstenia rocana är en mullbärsväxtart som beskrevs av Nathaniel Lord Britton. Dorstenia rocana ingår i släktet Dorstenia och familjen mullbärsväxter. Inga underarter finns listade i Catalogue of Life.